# Nowe Miasto (Kowno)
Nowe Miasto (lit. Naujamiestis) – osiedle w Kownie, w Śródmieściu, położone na prawym brzegu Niemna, na wschód od Starego Miasta i na południe od Zielonej Góry; pełni funkcje mieszkaniowo-usługowe.
Osią dzielnicy jest al. Wolności, która łączy Stare i Nowe Miasto; perspektywę alei zamyka kościół św. Michała Archanioła, dawny prawosławny sobór garnizonowy, wzniesiony w latach 1891–1895, w 1919 przejęty przez katolików.